# Ohlstedt (metropolitana di Amburgo)

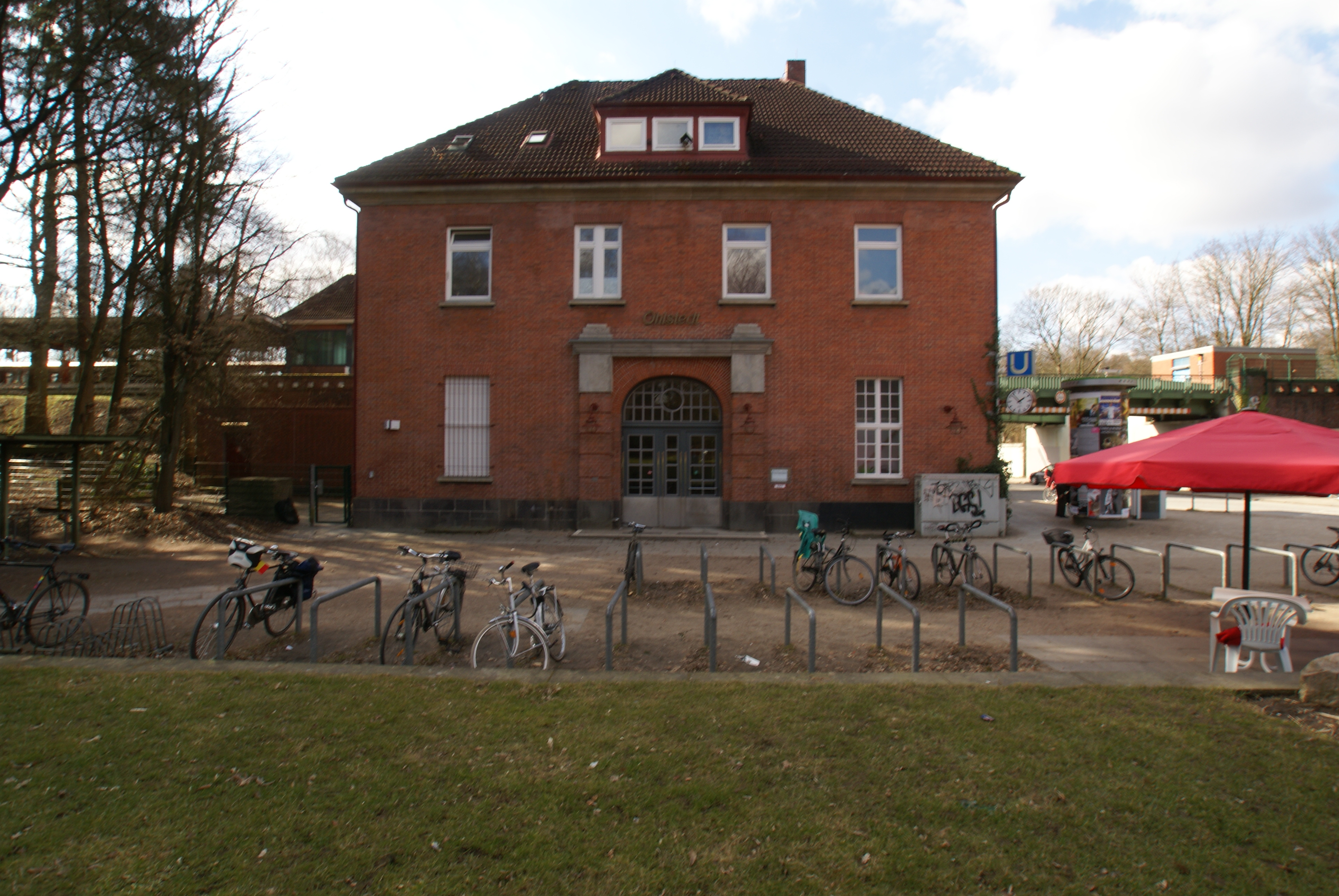
Entrata

Ohlstedt è una stazione della metropolitana di Amburgo, capolinea nord della Linea U1.
Situata nel quartiere di Wohldorf-Ohlstedt, nella parte nord est della città di Amburgo, distretto di Wansbek, è stata inaugurata il 12 settembre 1918 ma iniziò ad essere utilizzata con continuità nel 1925 al termine dei lavori di elettrificazione della linea. Si tratta di una stazione di superficie.
Il tempo di percorrenza della linea sino all'altro capolinea è mediamente di 74 minuti e la frequenza media dei treni è di circa ogni 20 muniti.